# 相葉雅紀
相葉 雅紀（あいば まさき、1982年〈昭和57年〉12月24日 - ）は、日本の男性タレント、司会者、俳優、声優、歌手。男性アイドルグループ嵐のメンバー。愛称は、相葉くん、まーくん、相葉ちゃん。
千葉県千葉市花見川区出身。STARTO ENTERTAINMENTとエージェント契約。

## 概要
1999年に嵐のメンバーとして、CDデビューを果たした（当時の年齢は16歳）。
嵐のメンバーとしての音楽活動以外にも『新宿少年探偵団』、『ピカ☆ンチ LIFE IS HARDだけどHAPPY』、『MIRACLE デビクロくんの恋と魔法』といった映画で主演を務めるなど、俳優としても活動している。
『トーキョーライブ22時』、『〜突撃!はじめましてバラエティ〜イチゲンさん』といったバラエティ番組の司会進行を経験しており、近年では『グッと!スポーツ』でスポーツ番組のMCを担当。「熱闘高校野球100回スペシャルナビゲーター」に選ばれた。
『NHK紅白歌合戦』においては、第61回（2010年）から5年連続で嵐として白組司会を担当した後、第67回（2016年）には単独で司会を務めた。なお、同回では嵐が大トリを担当しており史上2人目の組司会・大トリ兼任者となった。さらに2019年以降は永島優美（フジテレビアナウンサー）と共に『FNS歌謡祭』の総合司会に就任し、2020年には45周年記念の総合司会を務め上げた。

## 略歴

### ジャニーズ事務所に入所
- 1982年12月24日に生まれ[7]、千葉県にて育った[7]。1996年8月15日、ジャニーズ事務所に入所。
- 1997年7月23日、『Stand by Me』で舞台に出演[8]、同年10月18日には『ぼくらの勇気 未満都市』でドラマに初出演。1998年4月29日には、『新宿少年探偵団』で映画出演、および主演を果たした。これらの実績から、1999年には第五回『myojo明星』ジュニア大賞にて1位を獲得。

### 嵐結成後
- 1999年9月15日に嵐が結成され、同年11月3日に「A・RA・SHI」でCDデビューを果たした[4]。
- 2002年3月、肺気胸のため入院を余儀なくされた[9]。手術を受け、全治1ヶ月と診断されたが、5日で退院した[10]。
- バラエティ番組への出演も多く、2004年4月15日より『天才!志村どうぶつ園』に単独でレギュラー出演することとなった[11]。当番組では様々な動物と触れ合い、動物たちを楽しませる道具を作り出していた[要出典]。
- 2013年4月21日には、テレビ朝日系で単独冠番組『相葉マナブ』が放送開始。
- 2016年4月5日からは、NHKのスポーツ番組『グッと!スポーツ』にて、MCを担当。同年11月12日、2016年の第67回NHK紅白歌合戦の司会に抜擢された[12]。
- 俳優の活動としては、2014年11月22日に公開された『MIRACLE デビクロくんの恋と魔法』で、単独での映画主演を果たした。テレビドラマへの出演は、2006年8月1日に放送された『トリプル・キッチン』で準主役を務めた。
- 2009年10月から12月にかけて放送された『マイガール』は、連続ドラマ初主演となった。さらに、2011年2月から4月にかけて放送された『バーテンダー』でも主演を務めた。ゴールデンタイムの連続ドラマで初主演を務めたのは、2012年4月から6月にかけて放送された『三毛猫ホームズの推理』である。フジテレビ系の連続ドラマにおいても、2013年1月から3月放送の『ラストホープ』、2015年4月から6月放送の『ようこそ、わが家へ』、2017年4月から6月放送の月9ドラマ30周年記念作品『貴族探偵』と、これまで3度主演を務めている。
- 舞台では、2005年の『燕のいる駅』が初主演。2010年5月には『君と見る千の夢』で主演を務め、この舞台のDVDはオリコンチャートの週間DVDランキングにおいて、総合首位を獲得した[13]。ミュージカルを除いた演劇舞台作品における総合首位獲得は史上初であった。
- 2011年6月28日[14]、胸の痛みを訴え再度入院。翌日には「左自然気胸」で、1週間程度入院の必要ありと診断され[9]、7月2日から3日に放送の『体操ジャパンカップ2011』中継番組への出演をキャンセルした[15]。同年7月4日に退院し、翌5日の『VS嵐』の収録にて現場に復帰した[16]。
- 2011年10月、ベストジーニスト一般選出部門を受賞[17]。翌年10月には、ベストジーニスト一般選出部門を受賞した[18]。さらに、2013年10月には、ベストジーニスト一般選出部門で3年連続受賞となったため、史上6人目の殿堂入りを果たした[19]。
- ランキングにおいては、『Yahooきっず』2012年人気ランキングにて、男性芸能人1位を獲得している。2014年の『CM起用社数ランキングニホンモニター』では、上半期起用社数で男性有名人1位となり、2015年には『CM起用社数ランキングニホンモニター』で上半期起用社数の男性有名人1位になるとともに、年間起用社数でも男性有名人単独1位を獲得した。2016年の『CM起用社数ランキングニホンモニター』においても、同様に上半期起用社数で男性有名人1位となり、年間起用社数でも男性有名人1位となっている。2017年の『CM起用社数ランキングニホンモニター』でも、上半期起用社数で男性有名人1位となる。2019年には『CM起用社数ランキングニホンモニター』で上半期起用社数の男性有名人同率1位になるとともに、年間起用社数でも男性有名人で同率1位となる。また、2016年には『オリコンORICONSTYLE』第9回恋人にしたい男性有名人1位にも選ばれている。2017年も『オリコンORICONSTYLE』第10回恋人にしたい男性有名人1位に選ばれている。2018年も『オリコンORICONSTYLE』第11回恋人にしたい男性有名人1位に選ばれた。2021年も『オリコンORICONSTYLE』第14回恋人にしたい男性有名人1位に選ばれた。
- 2010年から2014年は嵐として白組司会を務め、2016年には相葉単独で白組司会を担当した[20]。2016年の番組内容に関しては、主に審査方法についてNHKにも視聴者から多数の意見が寄せられた。平均視聴率は前半が35.1%、後半が40.2%となった[21]。関東地区の最高視聴率は、嵐が『One Love』を歌い始め相葉が感極まったシーンの43.7パーセント、関西地区の最高視聴率は『One Love』を歌い終えた瞬間の45.8パーセントだった[22]。
- 2021年6月23日、NHK東京2020オリンピック・パラリンピック放送スペシャルナビゲーターに櫻井翔と共に就任した。
- 2021年9月28日、公式ファンクラブサイトで結婚を公表。相手は1歳年上の一般女性[23]。同日、同じ嵐のメンバーの櫻井翔も結婚を発表した[24]。9月5日までNHK東京2020オリンピック・パラリンピック放送スペシャルナビゲーターを務めあげてから、27日までに別々の日に婚姻届を提出した  。
- 2022年10月23日、ジャニーズ事務所を通じて第1子となる男児が誕生したことを報告した[25][26]。
- 2025年6月12日、第2子が誕生していたことが『女性セブン』の取材で明らかになった[27]。

## 人物

### 芸能界入りの動機
- ジャニーズを志したきっかけは、テレビ番組『愛ラブSMAP!』で「SMAPと一緒にバスケットボールをしたい」という理由であった[28]。

### 特徴
- 嵐のメンバーの中で、唯一の千葉県出身のAB型であり（他4名はいずれも東京都出身のA型）、このことを番組でメンバーやゲストにネタにされることがある。

生まれつき左肩に大きなあざがあるが本人は気に入っており、雑誌などで修正されたりするのは不本意だと語っている。

### 趣味・嗜好
- 千葉出身ということもあり、千葉ロッテマリーンズのファンで、子供時代にはファンクラブに入っていただけでなく、同チームに所属する角中勝也とはオフシーズンに食事に行ったり、自身のラジオで度々ロッテについて語っている[30]。「（同球団の本拠地である）ZOZOマリンスタジアムのマウンドで投げるのが夢」と語っていたが、『VS魂グラデーション』（フジテレビ制作）収録の一環として、2023年9月12日に開催された同球団主催試合（対東北楽天ゴールデンイーグルス戦）の始球式に参加したため、実現した[31][32]。
- 内田有紀のファンである。
- プロレスが大好きで闘魂三銃士や獣神サンダー・ライガーのファンである。 幼少期はプロレスラーになりたかったとのこと。
- 嫌いな食べ物は皿うどん。理由は子供の頃に食べた時、口の中が痛く、あんかけが熱くトラウマになったからである[要出典]。
- 同じ事務所の中では風間俊介と最も仲が良く[33][34]、CM[35][36] や番組でも共演している[37]。
- 声優の下野紘のファン。きっかけは『進撃の巨人』のアニメで（下野が声を担当する）コニー・スプリンガーを気に入ったことで、調べたところお互いベストカラアゲニストの常連であることがわかり、その共通点から親近感を持ったという[38]。下野がレギュラー出演する『声優と夜あそび』（AbemaTV）も毎週欠かさず視聴しているほどで[38]、『レコメン!アラシリミックス』の1000回記念には相葉のたってのリクエストで下野がゲスト出演した[38]。その後も下野とはプライベートで連絡をやりとりしており、自ら自宅に招いている。交流するうちに出会いから短期間で「紘くん」、「雅紀」と呼び合う仲に発展した。
- 中学生時代は将棋部に所属しており、第6期将棋ウォーズ棋神戦で加藤一二三は「私と将棋盤なしで、将棋の事を語れる。」と棋力を褒めている。
- 音楽番組やバラエティー番組で何度も共演している歌手の倖田來未とは同い年と言う事もあり、お互い「くぅちゃん」「相葉っち」と呼び合う仲である[注 3]。
- 『相葉マナブ』で共演する小峠英二（バイきんぐ）とも仲が良く、「英二くん」と下の名前で呼んでいる[5]。

### エピソード
- 高校1年生の時から、16歳でデビューするまでの1年間程、滝沢秀明の家に住んでいた。相葉は「料理や洗濯などをしてくれ、お世話をして貰っていた」「滝沢に色々な事を教わった」と語っている。当時の滝沢によって撮られた相葉主演の自主制作映像作品が5本ある[39]。
- 『天才!志村どうぶつ園』で共演していた志村けんに息子のように可愛がられており、しばしば人生論などを伝授されていた。櫻井翔によると他の嵐メンバーも息子の友人の1人として暖かい目で見てくれていたとのこと[要出典]。
- 2002年に肺気胸に患ったときに医師から再発のリスクが高い為、もう歌って踊れないかもと言われたとき、嵐から脱退して実家の中華料理屋を継ごうと考えた時期があった。
- 俳優の相葉裕樹がテレビで活躍しているのを見て、会った事が無いのに事務所の人から「貴方の弟ですか?」と聞かれた事がある[40]。
- 彼の叔母は1985年当時、『電撃戦隊チェンジマン』のチェンジペガサス/大空勇馬役の和泉史郎のヘアーカットをしていたことから、和泉が相葉の実家に呼んでもらってチェンジペガサスのサインを貰っていた[要出典]。

## 音楽

### ソロ曲

#### 音源化曲
- いつかのSummer - アルバム『One』収録
- 涙の流れ星（井上章一Ver.） - サウンドトラック『黄色い涙 オリジナル・サウンドトラック』収録
  - 「井上章一」名義
- Friendship - アルバム『Time』初回限定盤収録
- Hello Goodbye - アルバム『Dream "A" live』初回限定盤収録
- Magical Song - アルバム『僕の見ている風景』収録
- 「じゃなくて」 - アルバム『Beautiful World』収録
- 楽園 - アルバム『Popcorn』収録
- 夜空への手紙 - アルバム『LOVE』収録
- Disco Star - アルバム『THE DIGITALIAN』収録
- Mr. FUNK - アルバム『Japonism』収録
- Amore - アルバム『Are You Happy?』収録

#### 未音源化曲
- 夜風 - ライブ・ビデオ『How's it going? SUMMER CONCERT 2003』収録

#### カバー曲
- 愛の嵐（TOKIO） - ライブ・ビデオ『スッピンアラシ』収録
- 羊を数えても夜は終わらない（Dragon Ash） - ライブ・ビデオ『ALL or NOTHING』収録
- 優しくって少しバカ（嵐） - ライブ・ビデオ『2004 嵐!いざッ、Now Tour!!』収録
- PIKA☆NCHI（嵐） - ライブ・ビデオ『ARASHI Anniversary Tour 5×10』収録

### ユニット曲
- バズりNIGHT（相葉雅紀・大野智・櫻井翔）- アルバム『「untitled」』通常盤収録
- UB（相葉雅紀・二宮和也）- アルバム『「untitled」』通常盤収録
- New Again! Again and Again!（VS魂）- 未音源化作品

## 受賞歴
2010年
- 日刊スポーツ・ドラマグランプリ秋ドラマ主演男優賞：『マイガール』

2011年
- 第28回 ベストジーニスト 一般選出部門 男性1位[17]

2012年
- 第29回 ベストジーニスト 一般選出部門 男性1位[18]

2013年
- 第30回 ベストジーニスト 一般選出部門 男性1位（殿堂入り）[41]

2014年
- ベストカラアゲニスト アイドル部門[42]

2015年
- ベストカラアゲニスト 男性アイドル部門[43]

2016年
- 第25回 TVLIFE年間ドラマ大賞2015 主演男優賞 『ようこそ、わが家へ』[44]
- ベストカラアゲニスト 男性アイドル部門[45]

2017年
- ベストカラアゲニスト 男性アイドル部門[46]

2018年
- 第27回 TVLIFE年間ドラマ大賞2017 主演男優賞 『貴族探偵』
- ベストカラアゲニスト 男性アイドル部門[47]
- 日刊スポーツ・ドラマグランプリ秋ドラマ主演男優賞：『僕とシッポと神楽坂』

2019年
- ベストカラアゲニスト 男性アイドル部門

2021年
- ベストカラアゲニスト タレント部門
- 日刊スポーツ・ドラマグランプリ秋ドラマ主演男優賞：『和田家の男たち』

2024年
- 第32回橋田賞（『今日からヒットマン』『ひとりぼっち -人と人をつなぐ愛の物語-』）[48]

## 出演
※主演作品は太字表記

### テレビドラマ
- ぼくらの勇気 未満都市（1997年10月18日 - 12月20日、日本テレビ） - アキラ 役
  - ぼくらの勇気 未満都市2017（2017年7月21日、日本テレビ） - アキラ 役
- ドンウォリー! 第11話（1998年6月23日、フジテレビ系） - 秀人 役
- BOYS BE…Jr.（日本テレビ）
  - イミテーションカップル（1998年11月8日） - 杉山寛治 役
  - クリスマスは君と一緒に（1998年12月20日） - ナオユキ 役
- 少年たち（1998年12月5日 - 19日、NHK総合） - 松下圭 役
- 熱血恋愛道（日本テレビ）
  - 第1話「case.1 射手座のO型BOY」（1999年1月10日） - 植田ユウジ 役
  - 第3話「case.3 蠍座のA型BOY」（1999年1月24日） - 神田博氏 役
- っポイ!（1999年5月9日 - 6月27日、日本テレビ） - 日下万里 役
- 怖い日曜日「動かすなっ!」（1999年8月8日、日本テレビ） - 主演
- Vの嵐（1999年10月11日 - 29日、フジテレビ） - 相葉雅紀 役
- 史上最悪のデート 最終話「the Last DATE 史上最悪の片想い」（2000年12月3日 - 2001年4月29日、日本テレビ） - デートキング（案内人）、勇一郎 役
- ムコ殿（2001年4月12日 - 6月28日、フジテレビ） - 武山亮 役
- 少年タイヤ（フジテレビ）
  - 第2話「ジプシー」（2001年11月13日 - 12月18日） - ロク 役
  - 第3話「青木さん家の奥さん」（2002年1月8日 - 29日） - マサキ 役
- よい子の味方 〜新米保育士物語〜 第7話（2003年3月1日、日本テレビ） - 俣木晃 役（友情出演）
- 介護家族－花、咲きまっか－（2003年3月4日、日本テレビ） - 俣木晃 役
- 演技者。 第11話「狂うがまま」（2003年6月17日 - 7月15日、フジテレビ） - 一八 役
- ヤンキー母校に帰る（2003年10月10日 - 12月12日、TBS） - 屋敷哲治 役
- トリプル・キッチン（2006年8月1日、TBS） - 小田島栄作 役
- 喰いタンスペシャル 香港全部食べちゃうぞ!（2006年9月30日、日本テレビ） - エキストラ
- マイガール（2009年10月9日 - 12月11日、テレビ朝日） - 笠間正宗 役
- 最後の約束（2010年1月9日、フジテレビ） - 棚田昭 役
- フリーター、家を買う。 最終話（2010年12月21日、フジテレビ） - 平田 役（友情出演）
  - フリーター、家を買う。スペシャル（2011年10月4日、フジテレビ） - 平田 役（宣伝出演）
- バーテンダー（2011年2月4日 - 4月1日、テレビ朝日） - 佐々倉溜 役
- 三毛猫ホームズの推理（2012年4月14日 - 6月23日、日本テレビ） - 片山義太郎 役
- ラストホープ（2013年1月15日 - 3月26日、フジテレビ） - 波多野卓巳 役
- ようこそ、わが家へ（2015年4月13日 - 6月15日、フジテレビ） - 倉田健太 役
- 貴族探偵（2017年4月17日 - 6月26日、フジテレビ） - 貴族探偵 役
- 僕とシッポと神楽坂（2018年10月12日 - 11月30日、テレビ朝日） - 高円寺達也 役[49]
- 24時間テレビ ドラマスペシャル（日本テレビ）
  - 絆のペダル（2019年8月24日） - 宮澤崇史 役[50]
  - 誰も知らない志村けん -残してくれた最後のメッセージ-（2020年8月22日） - インタビュー出演・本人 役[51]
- 和田家の男たち（2021年10月22日 - 12月10日、テレビ朝日） - 和田優 役
- ひとりぼっち -人と人をつなぐ愛の物語-（2023年4月9日、TBS） - 杉信也 役[52][53]
- 今日からヒットマン（2023年10月27日 - 12月15日、テレビ朝日） - 稲葉十吉 役[54][55]
- 大追跡〜警視庁SSBC強行犯係〜（2025年7月9日 - 、テレビ朝日） - 名波凛太郎 役（大森南朋、松下奈緒とトリプル主演）[56]

### 映画
- 新宿少年探偵団（1998年） - 羽柴壮助 役
- ピカ☆ンチ LIFE IS HARDだけどHAPPY（2002年） - 岡野瞬（シュン） 役
- ピカ★★ンチ LIFE IS HARDだからHAPPY（2004年） - 岡野瞬（シュン） 役
- 黄色い涙（2007年） - 井上章一 役
- 日本列島 いきものたちの物語（2012年） - ナビゲーター
- ピカ☆★☆ンチ LIFE IS HARD たぶんHAPPY（2014年） -  岡野瞬（シュン） 役
- MIRACLE デビクロくんの恋と魔法（2014年）- 山本光 役
- “それ”がいる森（2022年9月30日） - 田中淳一 役[57]

### テレビアニメ
- こちら葛飾区亀有公園前派出所 TVSP11弾（2002年1月6日、フジテレビ） - 相葉雅紀（本人） 役[注 4]
- クレヨンしんちゃん（2018年11月23日、テレビ朝日） - 高円寺先生 役[58]
- 湖池屋SDGs劇場 サスとテナ（シーズン1：2021年10月3日 - 12月26日、TOKYO MX／シーズン2：2022年4月3日 - 6月26日、BS朝日／シーズン3：2022年10月2日 - 12月25日、BS朝日／シーズン4：2023年7月5日 - ） - 相葉蕉 役
- 殿と犬〜もふもふ!〜（2024年10月15日 - 、TOKYO MX） - 殿 役[59]

### 劇場アニメ
- PUI PUI モルカー ザ・ムービー MOLMAX（2024年11月29日公開予定） - メニメニアイズカンパニー・CEO 役[60]

### 舞台
- STAND BY ME（1997年7月26日・27日:大阪ドラマシティ、8月8日 - 8月21日:東京アートスフィア） - ゴードン・ラチャンス（ゴーディー） 役[61]
- ジャニーズ・ファンタジー KYO TO KYO（1997年8月29日・9月7日、京都シアター1200）[61]
- 燕のいる駅（2005年9月6日 - 10月9日） - 高島啓治 役
- 忘れられない人（2007年10月22日 - 11月11日、16日 - 18日） - アダム 役
- グリーンフィンガーズ（2009年2月23日 - 3月10日、20日 - 23日） - コリン 役
- 君と見る千の夢（2010年5月2日 - 24日） - 池辺春也 役
- ようこそ、ミナト先生（2022年6月4日 - 19日、新国立劇場 中劇場 / 2022年6月29日 - 7月3日、梅田芸術劇場 メインホール） - 湊孝成 役[62]
- 音楽朗読劇 READING HIGH noir 第2回公演「THANATOS〜タナトス〜」（2024年10月19日・20日〈予定〉、梅田芸術劇場 シアター・ドラマシティ） - エドムント・アインハルト 役[63]
- グッバイ、レーニン（2025年3月9日 - 31日〈予定〉、PARCO劇場 / 4月5日 - 7日〈予定〉、キャナルシティ劇場 / 4月11日 - 15日〈予定〉、森ノ宮ピロティホール） - アレックス 役[64]

### バラエティ番組
現在の番組
- 相葉マナブ（2013年4月21日 - 、テレビ朝日） - MC[65][66]
- I LOVE みんなのどうぶつ園 → 嗚呼!!みんなの動物園（2020年10月3日 - 、日本テレビ） - 園長[67]
- 木7◎×部 → 相葉◎×部（2023年10月26日 - 、フジテレビ） - MC[68]

過去の番組
- 愛LOVEジュニア（1996年 - 1998年9月28日、テレビ東京）
- ミュージック・ジャンプ（1997年4月6日 - 1999年、NHK BS2）
- SHOW-NEN J（1997年10月 - 1998年3月、テレビ朝日）
- Gyu!と抱きしめたい!（1998年4月5日 - 9月27日、日本テレビ）
- 8時だJ（1998年4月15日 - 1999年9月22日、テレビ朝日）
- トーキョーライブ22時（2014年10月18日 - 2017年3月19日、テレビ東京） - MC（週替わりで出演）[注 5]
  - 〜突撃!はじめましてバラエティ〜イチゲンさん → イチゲンさん"おはつ"できますか?
- 天才!志村どうぶつ園（2004年4月15日 - 2020年9月26日、日本テレビ） - レギュラーパネラー→飼育係[注 6]
- VS魂（2021年1月3日 - 2022年4月21日、フジテレビ） - 魂チームのキャプテン[70]
  - VS魂グラデーション（2022年4月28日 - 2023年9月28日、フジテレビ） - 魂チームのキャプテン[71][72]
  - ネプリーグ（2010年1月2日、2013年1月14日、2015年4月13日、2017年4月17日、フジテレビ）

### 特別番組
- 京都ビストロジャーニー（1998年11月 - 1999年3月、テレビ朝日）
- 知らないほうが幸せだった事実（2009年4月3日、TBS）
- 相葉雅紀のオランダ取材奮闘記（2010年10月23日、フジテレビ）
- 本当のエコを考える地球旅行〜明日へのチカラ〜（2011年6月3日、日本テレビ）
- 相葉雅紀のバーテンダー大作戦（2011年1月14日、テレビ朝日）
- 土曜のアイバちゃん（2012年4月14日、日本テレビ）
- 相葉雅紀のデビュー・キッズ（2012年9月20日、フジテレビ）
- トーキョーライブ24時 〜ジャニーズが生で悩み解決できるの!?〜（2014年4月2日・4月9日、テレビ東京） - MC[注 7]
- 相葉雅紀のNFJ（ニッポン・フード・ジャーナル）（2014年4月29日、NHK総合） - キャスター
- はじめまして!一番遠い親戚さん（2019年8月13日、2020年2月11日、2021年2月23日・9月20日・2022年1月2日・8月10日・2023年8月15日、日本テレビ） - MC
- 相葉雅紀の人生クイズ〜クイズ監修バカリズム〜（2022年5月29日・11月3日・2023年4月26日、テレビ東京） - MC兼解答者
- 相葉ヒロミのお困りですカー？（2023年12月31日・2024年6月28日、テレビ朝日）
- 24時間テレビ 愛は地球を救う47（2024年8月31日 - 9月1日、日本テレビ）[74]

### ドキュメンタリー
- 21人の輪 〜震災のなかの6年生と先生の日々〜（2011年6月4日 - 2012年4月8日、NHK Eテレ） - ナレーション
  - 21人の輪 〜あれから5年後の子どもたち 福島県相馬市〜（2016年3月19日、NHK Eテレ） - ナレーション
  - 21人の輪 相葉雅紀と旅立ちの子どもたち（2018年3月27日、NHK総合） - ナレーション・出演
- ダーウィンが来た!（2025年7月20日〈予定〉 - 、NHK総合） - ナビゲーター[75]

### スポーツ番組
- 世界体操 ナビゲーター（フジテレビ）
  - 体操JAPAN CUP 2009（2009年7月18日・19日） - フィールド・ナビゲーター
    - 体操JAPAN CUP 2010 ＜男子団体総合決勝＞（2010年7月3日・4日）
    - 体操JAPAN CUP 2011 対談内村航平選手（2011年7月2日）

  - 世界体操選手権2009 イギリス・ロンドン（2009年10月18日）
    - 世界体操選手権2010 オランダ・ロッテルダム（2010年10月20日 - 24日）
    - 世界体操選手権2011 東京大会（2011年10月7日 - 16日）
- 相葉雅紀の夏休みSP スポ根!サイエンスラボ 〜真相究明・スポーツのナゾ!〜（2009年7月20日、フジテレビ）
- グッと!スポーツ（2016年4月5日 - 2019年12月25日、NHK総合） - MC
- 密着!U18侍ジャパン〜世界に嵐を巻き起こせ!（2017年9月18日、朝日放送） - 番組ナビゲーター
- 熱闘!高校野球100回スペシャルナビゲーター（朝日放送テレビ）
  - カミワザ甲子園〜球児へのエール〜（2018年4月6日 - 7月26日） - ナレーション
  - 夏のチカラ〜球児へのメッセージ〜（2018年4月14日 - 8月11日） - ナレーション
  - 速報!甲子園への道（2018年7月27日・28日） - 司会[76]
  - 号泣甲子園（2018年8月4日・2019年8月4日、朝日放送テレビ・テレビ朝日） - 司会
  - 熱闘甲子園（2018年8月5日 - 21日、朝日放送テレビ・テレビ朝日共同制作） - 司会
  - 第100回全国高等学校野球選手権記念大会中継（2018年8月5日 - 21日）
- MGCマラソングランドチャンピオンシップ〜東京五輪代表選考レース 女子〜（2019年9月15日、NHK総合（TBSテレビ（男子）と共同中継））
- サンデースポーツ（2021年4月 - 、NHK総合） - 不定期企画「AI BUZZ」担当
- 2020年東京オリンピック・パラリンピック（2021年7月- 9月、NHK総合）スペシャルナビゲーター[77]

### 音楽番組
- 第67回NHK紅白歌合戦（2016年12月31日、NHK総合・ラジオ第1） - 白組司会
- FNS歌謡祭（2019年 -、フジテレビ） - 総合司会
  - FNS歌謡祭 夏（2020年 -）- 総合司会
  - FNS歌謡祭 秋 2021（2021年10月6日） - 総合司会
  - FNS歌謡祭 春 2022（2022年3月23日） - 総合司会
  - FNS歌謡祭 夏 2025（2025年7月2日放送予定） - 総合司会[78]

### ラジオ
- 嵐・相葉雅紀のレコメン!アラシリミックス（2003年7月 - 、文化放送）
  - 嵐・相葉雅紀のLIPS アラシリミックス（2001年10月5日 - 2003年6月、文化放送）
- ちゃぱら☆FIGHT ジャニーズJr.の月曜日（1997年4月14日 - 1999年5月10日、文化放送）
- 真夜中の少年たち（1997年10月 - 1999年9月、ABCラジオ）
- ジャニーズJr.DOKIDOKIアフタースクール（1998年4月 - 1999年9月、ニッポン放送）
- ムテキの相葉クン! presented by コーセー・エスプリーク・プレシャス（2009年5月17日、TOKYO FM）

### 映像作品
- 素顔2（1999年9月22日）
- 10th Anniversary CONCERT TOUR 2005 "musicmind"（2006年3月1日）
  - 初回盤B特典映像『MC collection「limited edition-B」』
- 君と見る千の夢（2011年4月6日）

### CM
- 森永乳業 エスキモーpino（1998年5月 - 2000年）
- バンダイ たまごっち オスっちメスっち（1998年） - 横山裕、松本潤と共演
- ハウス食品
  - さわやか吐息スーパーカテキン（2004年）
  - とんがりコーン（2007年）
  - バーモントカレー（2009年 - 2013年3月）
- ハウスウェルネスフーズ C1000リフレッシュ レモン&ライム（2007年）
- 池田模範堂
  - 液体ムヒS（2010年 - 2021年2月）
  - ムヒアルファEX（2010年 - 2021年2月）
- 住友生命保険 Wステージ 未来デザイン（2011年4月 - 2015年3月）
- 味覚糖
  - のど飴（2011年11月 - 2013年11月）
  - のど飴EX（2011年11月 - 2013年11月）
  - シゲキックス ゼロッシュ（2012年7月 - 2014年）
  - グミガーム（2013年3月 - 2014年）
  - コロロ（2014年11月 - 2015年10月）
- キリンビバレッジ
  - キリン メッツ コーラ（2013年12月 - 2016年2月） - 大野智と共演
  - キリン メッツ（2016年3月 - 2016年11月） - 大野智、松本潤と共演
  - キリンビール「キリン一番搾り生ビール」（2017年2月 - ）[35]
- ダスキン ミスタードーナツ（2014年5月 - 2016年3月）
  - コットンスノーキャンディー(2014年6月 – 2015年)
- メルセデス・ベンツ日本
  - smart （2015年11月 - 2016年10月・2017年4月 - 2018年4月）
  - 安心・安全キャンペーン レーダーセーフティパッケージ（2017年4月 - 2018年4月）
- コーセーコスメポート
  - ジュレーム（2016年1月 - 2021年1月） - 松本潤と共演
  - ソフティモ ナチュサボンセレクト（2017年7月 - 2021年1月）
- エバラ食品工業
  - エバラ焼肉のたれ黄金の味（2016年3月 - 終了）
  - エバラすき焼きのたれ（2016年11月 - 終了）
- カルビー
  - フルグラ（2016年4月 - 2018年3月）
  - ポテトチップスクリスプ（2016年8月 - 2018年3月）
  - じゃがビー（2017年5月 - 2018年3月）
- ライオン 香りとデオドラントのソフラン プレミアム消臭プラス（2017年3月 - ）
- アサヒビール アサヒ贅沢搾り（2018年3月 - 2021年2月）
- 明治 明治おいしい低脂肪乳（2019年4月 - ）
- アサヒ飲料 三ツ矢サイダー（2021年3月 - 2023年8月)[79]
- 湖池屋[注 8]
  - KOIKEYA Theのり塩・The麹塩（2021年10月 - ）
  - KOIKEYA The 海老（2022年7月 - ）[80]
  - 濃いじゃが（2022年10月 - ）[81][82]
  - プライドポテト（2023年2月 - ） - 中島健人と共演[83]
  - KOIKEYA FARM 黄金の果肉 帆立と昆布と天海の焼き塩、KOIKEYA FARM 白金ダンディ 青のりの王様 すじ青のり（2024年10月 - ）[84]
- 東京海上日動火災保険 My Marines「宣言」篇（2022年1月 - ）[85]
- キャロウェイゴルフ（2022年3月 - ）[86]
- アキュラホーム（2023年9月 - ）[87]
- アキタフーズ きよら グルメ仕立て（2025年5月 - ）[88]
- chocoZAP （2025年5月 - ）[89]

### イベント
- ローソン PRESENTS ALLジャニーズJr. 1st CONCERT（1998年2月1日・11日・15日）
- ジャニーズJr. Summer Concert '98（1998年7月29日・8月5日・24日）
- 第80回全国高等学校野球選手権大会開会式（1998年8月6日）
- ジャニーズ大運動会'98（1998年10月25日）
- ジャニーズJr. Winter Concert（1998年12月27日 - 1999年1月6日）
- Fresh Spring Concert'99 Johnny's Senior Junior（1999年5月2日 - 6月20日）
- 台湾大震災チャリティー野球大会マーチオブ2000（1999年12月18日） - 「J2000」として参加

## 書籍
- マイガール OFFICIAL BOOK（2009年11月、新潮社） - ISBN 978-4-10-321521-9

### 雑誌連載
- 「猫の手、お借りしま～す」（『週刊TVガイド』2012年4月号 - ） - 「三毛猫ホームズの推理」とのコラボ連載。
- 「A-Karte 相葉雅紀のカルテ」（『anan』2012年12月26日No.1838[90] - 2013年3月19日No.1849[91]）
- 「アイバビート」（『週刊ザテレビジョン』2013年2号[92] - 連載終了）
- 「アイバカルテ」（『TVぴあ』2013年1/16号[92] - 連載終了）
- 「ようこそ、わが家へようこそ！」（『週刊TVガイド』2015年4月号 - ） - 「ようこそ、わが家へ」とのコラボ連載。
- 「アイバ番」（『週刊ザテレビジョン』2015年4月号 - 連載終了） - 「ようこそ、わが家へ」とのコラボ連載。
- 「まさき⁉の館」（『anan』2015年4月号 - ） - 「ようこそ、わが家へ」とのコラボ連載。
- 「サロン・ド・アイバ」（『週刊ザテレビジョン』2017年4月14日号 - 2017年6月30日号） - 「貴族探偵」とのコラボ連載。[93][94]
- 「Aiba noble」（『anan』2017年4月12日号 - 2017年6月21日号） - 「貴族探偵」とのコラボ連載。[95][96]
- 「週刊VS魂ガイド」（『TVガイド』2021年2/5号 - ） - 「VS魂」とのコラボ連載。[97]
- 「Team 魂通信」（『月刊ザテレビジョン』2021年5月号 - ） - 『VS魂』とのコラボ連載。[98]

### 不定期連載
- Mgirl（エムガール） 蜷川実花（著） MATOIPUBLISHING（著、編集）
- Mgirl 2009春夏版（実用百科）（2009年4月25日）
- Mgirl 2009-2010 AW（実用百科）（2009年10月8日）
- Mgirl 2010 Spring＆Summer（2010年4月8日）
- Mgirl 2010-2011 AW（2010年10月8日）（海外版あり）
- Mgirl 2011 Spring＆Summer（2011年4月22日）
- Mgirl 2011-2012 AW（2011年10月21日）
- Mgirl 2012 Spring＆Summer（2012年4月20日）
- Mgirl 2013-2014 AW（2013年10月31日）